# Wisbech Town FC
Wisbech Town FC (celým názvem: Wisbech Town Football Club) je anglický fotbalový klub, který sídlí ve městě Wisbech v nemetropolitním hrabství Cambridgeshire. Založen byl v roce 1920. Od sezóny 2018/19 hraje v Northern Premier League Division One East (8. nejvyšší soutěž). Klubové barvy jsou červená a bílá.
Své domácí zápasy odehrává na Fenland Stadium s kapacitou 1 118 diváků.

## Úspěchy v domácích pohárech
Zdroj: 
- FA Cup
  - 2. kolo: 1957/58, 1997/98
- FA Trophy
  - 2. kolo: 1999/00
- FA Vase
  - Semifinále: 1984/85, 1985/86

## Umístění v jednotlivých sezonách
Stručný přehled
Zdroj: 
- 1935–1950: United Counties League
- 1950–1952: Eastern Counties League
- 1952–1958: Midland Football League
- 1958–1959: Southern Football League (North-Western Section)
- 1959–1961: Southern Football League (Premier Division)
- 1961–1962: Southern Football League (Division One)
- 1962–1965: Southern Football League (Premier Division)
- 1965–1970: Southern Football League (Division One)
- 1970–1988: Eastern Counties League
- 1988–1997: Eastern Counties League (Premier Division)
- 1997–1998: Southern Football League (Midland Division)
- 1999–2002: Southern Football League (Eastern Division)
- 2002–2013: Eastern Counties League (Premier Division)
- 2013–2018: United Counties League (Premier Division)
- 2018– : Northern Premier League (Division One East)

Jednotlivé ročníky
Zdroj: 
Legenda: Z – zápasy, V – výhry, R – remízy, P – porážky, VG – vstřelené góly, OG – obdržené góly, +/- – rozdíl skóre, B – body, červené podbarvení – sestup, zelené podbarvení – postup, fialové podbarvení – reorganizace, změna skupiny či soutěže
| Sezóny  | Liga                                        | Úroveň | Z  | V  | R  | P  | VG  | OG | +/- | B  | Pozice |
| ------- | ------------------------------------------- | ------ | -- | -- | -- | -- | --- | -- | --- | -- | ------ |
| 2009/10 | Eastern Counties League (Premier Division)  | 9      | 38 | 16 | 8  | 14 | 61  | 55 | +6  | 54 | 11.    |
| 2010/11 | Eastern Counties League (Premier Division)  | 9      | 42 | 21 | 13 | 8  | 77  | 49 | +28 | 76 | 4.     |
| 2011/12 | Eastern Counties League (Premier Division)  | 9      | 40 | 23 | 6  | 11 | 84  | 55 | +29 | 75 | 4.     |
| 2012/13 | Eastern Counties League (Premier Division)  | 9      | 38 | 25 | 8  | 5  | 85  | 40 | +45 | 83 | 2.     |
| 2013/14 | United Counties League (Premier Division)   | 9      | 36 | 17 | 5  | 14 | 77  | 61 | +16 | 56 | 7.     |
| 2014/15 | United Counties League (Premier Division)   | 9      | 40 | 27 | 6  | 7  | 109 | 46 | +63 | 87 | 3.     |
| 2015/16 | United Counties League (Premier Division)   | 9      | 42 | 19 | 9  | 14 | 82  | 68 | +14 | 66 | 8.     |
| 2016/17 | United Counties League (Premier Division)   | 9      | 42 | 25 | 7  | 10 | 114 | 60 | +54 | 82 | 6.     |
| 2017/18 | United Counties League (Premier Division)   | 9      | 42 | 29 | 6  | 7  | 122 | 48 | +74 | 93 | 2.     |
| 2018/19 | Northern Premier League (Division One East) | 8      | 38 |    |    |    |     |    |     |    |        |